# フジ (エンジン)
フジとは、エッチ・ケー・エス (HKS) が開発した競走車用のエンジンである。実働期間は1979年～1993年9月30日。

## デビュー

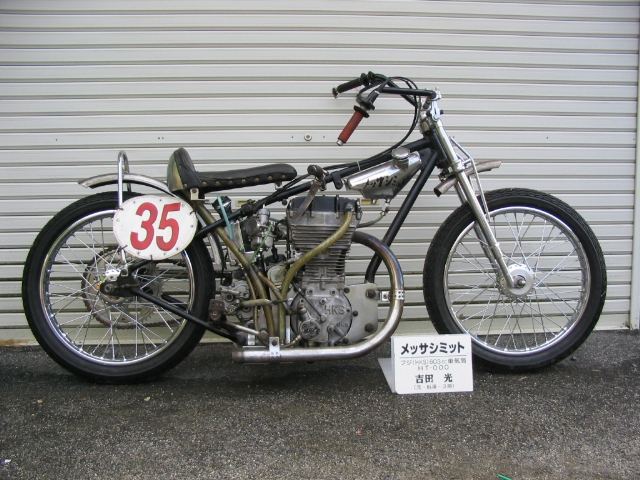
フジ単気筒を搭載した競走車「メッサシミット」号

1979年（HKSでは1981年としている）、オートレース競走車エンジン市場に第4の国産メーカーとして参入したHKSがDOHC単気筒4バルブの1級車（HT600型）を発表した。これがフジ単気筒である。他社製の単気筒エンジンは全てSOHC2バルブのロングストロークタイプであり、性能差は歴然。国産車はもとより、トライアンフ（以下「トラ」と表記）からも乗り換わる選手が続出した。因みに、田代祐一（15期、伊勢崎オートレース場所属）がSG第14回日本選手権オートレースでSG初出場を果たした際の愛車もこのフジ単気筒であった。

## 打倒『トラ』の達成

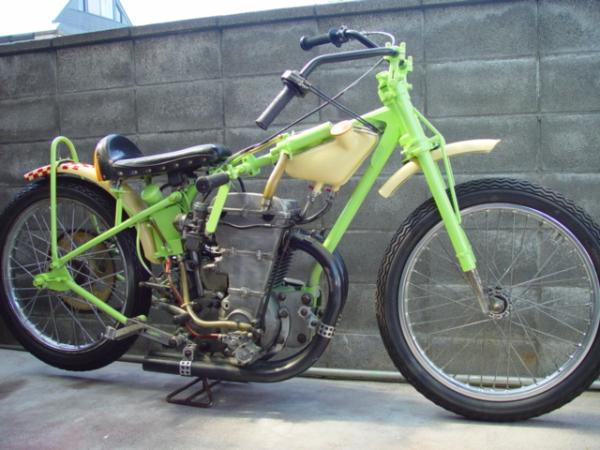
『ニューフジ』を搭載した競走車

1986年、HKSは最終兵器とも言えるDOHC8バルブの二気筒エンジンを発表した。これがフジ二気筒である。一部では「フジツイン」とも呼ばれたこのエンジンは「打倒トラ」の切り札と目されていたが、本体バランスに難があったことと、8バルブ化に伴うエンジンの大型化が原因で車をコーナーで寝かせられなかったなどの問題が発生した。結果、初代フジ二気筒は浜松オートレース場所属の一部のレーサーが使用する程度で主流とはならなかった。
1988年、初代フジ二気筒の改良型エンジン「ニューフジ」（HR652型、2023年現在は「200E」とも呼ばれる）が発表された。初代フジ二気筒をスリム化したDOHC4バルブで、本体のバランスを調整したエンジンである。同年開催されたSG第20回日本選手権オートレースにおいて、鈴木辰己（13期、浜松オートレース場所属）がこのニューフジを駆り3位に入賞している。ニューフジは従来の主流であったトラや、トラのコピーエンジンであるメグロ二気筒と同じ排気量 (663cc) でありながら、両車種を遙かに上回る直線での速力を誇り、短期間で他機種を駆逐してしまった。そして、遂に業界の悲願であった「打倒トラ」を果たし、新車初乗りから特にいじらなくてもセッティングが合っているという点も相まって、平成に入る頃にはそれまで単気筒にこだわっていた選手も含め、ほとんどの選手がフジに乗るようになっていった。

## 高性能エンジンゆえの悲劇、そしてセアへ
フジは、それまでのオートレース界の構図を変えるほどのエンジンであった。大半の選手がフジに乗り、半ば統一規格車となっていた。当時のフジがオートレース界に占めるシェアは実に95%にも達していたといわれる。
しかし一方で、直線のスピードが急激に上昇したことにより、従来の捌き・捲りを中心とした「抜きつ抜かれつ」のレースが減り、実際、コーナーでのスピードが従来のトラやメグロ二気筒と大差ないのにも関わらず、直線でのスピードが著しく上昇してしまったため、仕掛けどころがコーナーから直線に移り、ひたすらグリップを開けるというスタイルが徐々に定着してきていた。さらに、従来のエンジンを遙かに上回る激しい車体の振動により、白蝋病や腰痛を始めとする職業病を患う選手が続出してしまった。また、HKSの生産能力が月30台しかなく安定供給が出来ないという問題が露呈。さらに製作年度によって性能のバラつきが大きく、メンテナンス、修理にコストがかかりすぎるという選手の声が次第に増加した。
1990年2月、「フジ二気筒は高性能に過ぎ、危険度が高く、安全かつ安定供給できる制度を求める」という趣旨の要望書を全日本オートレース選手会が提出。それを受諾した日本小型自動車振興会により、新エンジン「セア」が開発される。そして、1993年10月1日、オートレース史上初となる全選手一斉乗り換えにより、フジは他のエンジンと共に姿を消した。

## フジ時代に活躍したレーサー達
主流がトラからフジに移る事で、オートレース界のパワーバランスにも大きな変化が生じた。それまでそこそこ強かったがSGタイトルに手が届かなかったレーサー達が台頭してきたのである。
最も著名なのが島田信廣（11期、船橋オートレース場所属、故人）であろう。それまで、同年齢で先輩にあたる、「ミスター・オート」こと飯塚将光（9期、船橋オートレース場所属、故人）の陰に隠れていた島田だったが、フジに乗り換えるや爆発的な強さを発揮し、スーパースター王座決定戦や日本選手権オートレースといった特別タイトルを手中に収めたのである。同時期、同期の田代祐一（伊勢崎オートレース場所属、15期）の陰に隠れていた岩田行雄（15期、船橋オートレース場）が、日本選手権オートレース、オールスターオートレースをフジで制覇した。川口オートレース場では、「川口四天王」の1人、「オートの神様」と讃えられた広瀬登喜夫（期前、引退）がフジに乗り換え復活を遂げ、さらにそれまで四天王の陰に隠れていた福田茂（川口オートレース場所属、12期）が台頭。伊勢崎オートレース場所属選手においても鈴木和彦（14期、引退）などが活躍した。